# Beravina
Beravina est une ville et une commune urbaine de l'Ouest de Madagascar, appartenant au district de Morafenobe, appartenant à la région de Melaky, dans la province de Majunga.

## Économie
Commune agricole, avec 50 % de la population qui travaille dans ce secteur, les cultures sont principalement le riz, la banane, la canne à sucre et le manioc.

## Démographie
La population est estimée à environ 3 000 habitants en 2001.